# جيم توماس (عالم حاسوب)
جيم توماس (بالإنجليزية: Jim Thomas)‏ هو عالم حاسوب أمريكي، ولد في 26 مارس 1946، وتوفي في 6 أغسطس 2010.